# The A-List: New York
The A-List: New York (br: A Lista Vip do Mundo Gay: Nova York) é uma série americana de reality show da rede de TV GLBT Logo. A série, frequentemente descrita como um programa do estilo Real Housewives,  acompanha a vida de cinco homens gays e um bissexual na cidade de Nova York. A série foi originalmente anunciada com o título de Kept, mas o título foi alterado na pré-produção. A série estreou em 4 de outubro de 2010, e recebeu críticas mistas.
A série foi produzida pela True Entertainment (Chelsea, Manhattan), a qual também produz a série Real Housewives of Atlanta. True Entertainment é uma subsidiária da Endemol.  A publicidade da série a chamava  de "Housewives ... With Balls!" (Donas de Casa ... Com Bolas!).
Em 18 de janeiro de 2011, a Logo TV anunciou uma segunda temporada da série. A segunda temporada começou a ser exibida em 25 de julho de 2011 e consistiu de 12 episódios com uma hora de duração cada. Todo o elenco original retornou e um novo membro foi adicionado. A temporada se passava vários meses depois de onde a primeira parara. Porém, em dezembro de 2011, ao final da segunda temporada, a Logo cancelou a série citando a baixa audiência e as persistentes queixas dos telespectadores em realção à natureza artificial e aparentemente roteirizada do programa.
No Brasil, a série é transmitida nas madrugadas pelo canal pago GNT.

## Elenco
- Reichen Lehmkuhl: conhecido por ter ganho a quarta temporada de The Amazing Race com o ex-marido Chip Arndt e por seu relacionamento com o cantor Lance Bass, Lehmkuhl é modelo, autor, ator, ativista, designer de jóias e ex-piloto da Força Aérea.
- Rodiney Santiago: modelo brasileiro, Santiago é, no início da série, namorado de Lehmkuhl. Santiago é bissexual e seu relacionamento com Lehmkuhl é seu segundo com um homem.
- Mike Ruiz: é diretor de cinema e fotógrafo de moda cujo trabalho já foi publicado na Interview e Vanity Fair. Ele também apareceu em outras séries de reality show como America's Next Top Model e RuPaul's Drag Race.
- Austin Armacost: modelo, Armacost namorou o designer Marc Jacobs por um curto período de tempo.
- Derek Lloyd Saathoff: é um ex-modelo que se tornou agente de elenco.
- Ryan Nickulas: cabeleireiro e proprietário do salão Ryan Darius.[6]

- Nyasha Zimucha: ex-Miss Africa USA,[7] é cantora e empresária. Ela entrou para o elenco na segunda temporada.

Embora não seja creditado como membro do elenco, TJ Kelly, assistente de Nickulas,  aparece em todos os episódios. Em 2011, Kelly foi indicado como  "Best New Indulgence" no NewNowNext Awards de 2011.

## A série

### 1ª Temporada
A primeira temporada segue os altos e baixos da relação romântica entre Reichen e Rodiney e as interações pessoais entre Austin e outros membros do elenco. Depois de ter sido inicialmente favorável à relação de Reichen e Rodiney e ver Austin como uma perturbação, Derek, Ryan e TJ sofrem uma abrupta mudança e tornam-se próximos de Austin.
A temporada também acompanha os esforços de vários membros do elenco para fazerem suas carreiras profissionais alavancar. Reichen trabalha para continuar a sua carreira de ator, expandir seu negócio de design de jóias e começar uma carreira musical. Rodiney procura trabalho na indústria da moda e Austin, um ex-modelo, luta para voltar à forma física e retomar sua carreira. Mike tem sua primeira exposição individual de fotografia.

#### Episódios
| Título                      | Título Traduzido em Português (Não Oficial) | Data de Exibição Original |
| --------------------------- | ------------------------------------------- | ------------------------- |
| "Codeword Delicious"        | "Palavra-chave: Delicioso"                  | 4 de Outubro de 2010      |
| "Hanging With the Big Boys" | "Enforcado com os Grandes Garotos"          | 11 de Outubro de 2010     |
| "Love Bares All"            | "Amo todos os Bares"                        | 18 de Outubro de 2010     |
| "A Hot Messy Pride"         | "Um Orgulho Quente"                         | 25 de Outubro de 2010     |
| "All Fired Up"              | "Todos pegando Fogo"                        | 1 de Novembro de 2010     |
| "Texting and Tears"         | "Mensagens de Texto e Lágrimas"             | 8 de Novembro de 2010     |
| "Going Down in Flames"      | "Indo para baixo em chamas"                 | 15 de Novembro de 2010    |
| "Mainetervention"           | "Principal intervenção"                     | 22 de Novembro de 2010    |
| "To the Sky"                | "Para o Céu"                                | 29 de Novembro de 2010    |
| "Reunion"                   | "Reunião"                                   | 6 de Dezembro de 2010     |

### 2ª Temporada
A segunda temporada começa no início do verão de 2011. Reichen está envergonhado por fotos nuas suas postadas na Internet. Ele e Rodiney terminaram. Austin e Jake estão perto do primeiro aniversário de casamento. Derek largou seu emprego e abriu uma empresa de bronzeamento, e também tem um novo namorado em potencial, Duncan Roy. Mike está vivendo com seu parceiro Martin, que também é seu sócio e agente.

#### Episódios
| Título                                  | Título Traduzido em Português (Não Oficial)     | Data de Exibição Original |
| --------------------------------------- | ----------------------------------------------- | ------------------------- |
| "Dirty Exposure"                        | "Exposição Quente"                              | 25 de Julho de 2011       |
| "Porn and Prejudice"                    | "Pornô e Preconceito"                           | 1 de Agosto de 2011       |
| "Bestie Break-up"                       | "Quebra de Amizade"                             | 8 de Agosto de 2011       |
| "Unholy Alliances"                      | "Alianças Profanas"                             | 15 de Agosto de 2011      |
| "Cattiness on the Catwalk"              | "Briguinhas na Passarela"                       | 22 de Agosto de 2011      |
| "Wig Parties and Threesomes"            | "Perucas a Parte e Ménage à Trois"              | 29 de Agosto de 2011      |
| "Hamptons Hellraising"                  | "Renascido do Inferno em Hamptons"              | 12 de Setembro de 2011    |
| "Lies, Hypocrisy and Marriage Equality" | "Mentiras, Hipocrisia e Igualdade do casamento" | 19 de Setembro de 2011    |
| "Tense-sexual Party"                    | "Festa: Tensão-sexual"                          | 26 de Setembro de 2011    |
| "Ultimate Betrayal at the Boardwalk"    | "Última Traição no Calçadão"                    | 3 de Outubro de 2011      |
| "Reunion Part I"                        | "Reunião - Parte 1"                             | 10 de Outubro de 2011     |
| "Reunion Part II"                       | "Reunião - Parte 2"                             | 17 de Outubro de 2011     |

## Recepção da Crítica
As críticas de "The A-List: New York" foram mistas. O "New York Daily News" achou que o elenco poderia ser "cansativo", mas tinha esperança de ser um drama de qualidade.
The A.V. Club foi duramente crítico, chamando o elenco de "insípido e materialista" e caracterizou a série como sendo "sobre pessoas estúpidas fazendo coisas estúpidas".
Entertainment Weekly e Salon.com abordaram o possível significado cultural da série. EW refletiu sobre a indignação que alguns membros da comunidade GLBT manifestaram sobre a imagem dos gays projetada pela série, ao responder à essa crítica, observando que outras séries de reality show, incluindo The Real Housewives, não são vistas com a expectativa de que seus participantes sejam representantes da classe como um todo.
Salon, disse que a série é uma fonte de "indignação constante" para os telespectadores, entretanto, acha que "The A-List: New York" é um "fascinante" programa de televisão e "um lembrete surpreendentemente e instigante de quanto as representações dos gays na TV mudaram e como a identidade gaye stá se transformando em uma espécie de suporte ao consumidor, em vez de um ato de auto-expressão."

## Franquia
Em 18 de Abril de 2011, a Logo anunciou que iria expandir a franquia "The A-List". The A-List: Dallas estreou em 10 de Outubro de 2011. Chamadas para elenco também foram emitidas para uma edição de Los Angeles, mas nenhum elenco ou cronograma foi publicado.

## Versão Brasileira
Uma versão brasileira do programa está em andamento. No elenco, o publicitário e it-boy Pedro Luchetti, o ex-Fazenda de Verão Haysam Ali, o stylist Caio Marocchi, o ativista social Marcos Freitas e o empresário, ex-namorado de Marc Jacobs e ex-ator pornô Harry Louis.